# Kanton Lussac
Kanton Lussac (fr. Canton de Lussac) je francouzský kanton v departementu Gironde v regionu Akvitánie. Tvoří ho 13 obcí.

## Obce kantonu
- Les Artigues-de-Lussac
- Francs
- Gours
- Lussac
- Montagne
- Néac
- Petit-Palais-et-Cornemps
- Puisseguin
- Puynormand
- Saint-Christophe-des-Bardes
- Saint-Cibard
- Saint-Sauveur-de-Puynormand
- Tayac